# Pisidice coruscans
Pisidice coruscans är en insektsart som beskrevs av Jacobi 1912. Pisidice coruscans ingår i släktet Pisidice och familjen spottstritar. Inga underarter finns listade i Catalogue of Life.